# ماريا دوروثيا من فورتمبيرغ
الدوقة ماريا دوروثيا من فورتمبيرغ (بالألمانية: Maria Dorothea von Württemberg)‏ (و. 1797 – 1855 م) هي أرستقراطية ألمانية، توفيت في بودا، عن عمر يناهز 58 عاماً.

## جوائز
حصلت على جوائز منها:
- Order of the Starry Cross [الإنجليزية]‏.